# جان دکامپ
جان دکامپ (John W. DeCamp زاده ۶ ژوئیه ۱۹۴۱ - درگذشته ۲۷ ژوئیه ۲۰۱۷) وی عضو حزب جمهوری‌خواه در ایالت نبراسکا بود. وی نویسنده کتاب پنهان‌کاری فرانکلین: کودک آزاری، شیطان‌پرستی و قتل در نبراسکا بود.

## زندگی
او در نلیگ، نبراسکا به دنیا آمد. دکامپ در زمان جنگ ویتنام به ارتش آمریکا پیوست. در سال ۱۹۷۵ او عملیات کودک ربایی که در آن ۲۸۰۰ کودک ویتنامی ربوده شدند را اجرا کرد. او در آینده برای کمک به مدیر سابق سیا، ویلیام کولبی که سفیر وقت آمریکا در ویتنام بود استخدام شد. زمانی که هنوز در ویتنام بود برای انتخابات تبلیغات خود را شروع کردو با رای آوردن بین سال‌های ۱۹۷۱ و ۱۹۸۷ سناتور ایالت نبراسکا شد.